# جون هوكس (تنس)
جون هوكس (بالإنجليزية: John Hawkes)‏ كان لاعب كرة مضرب أسترالي بدأ مسيرته كمحترف سنة 1921، اعتزل اللعب في 1932. كما أنه أحد أبطال الجراند سلام. أعلى تصنيف له في الفردي كان المركز الـ 10 في سنة 1928.

## النهائيات

### الفردي: 2 (الألقاب 1, الوصافة 1)
| النتيجة | السنة | البطولة                    | الأرضية | المنافس        | النتيجة                   |
| ------- | ----- | -------------------------- | ------- | -------------- | ------------------------- |
| الفوز   | 1926  | البطولات الأسترالاسية 1926 | عشبية   | جيمس ويلارد    | 6–1, 6–3, 6–1             |
| الوصافة | 1927  | البطولات الأسترالية 1927   | عشبية   | جيرالد باترسون | 6–3, 4–6, 6–3, 16–18, 3–6 |

## روابط خارجية
- جون هوكس على موقع رابطة محترفي التنس (الإنجليزية)
- جون هوكس على موقع الاتحاد الدولي لكرة المضرب (الإنجليزية)
- جون هوكس على موقع كأس ديفيز (الإنجليزية)
- جون هوكس على موقع بطولة ويمبلدون (الإنجليزية)
- جون هوكس على موقع خلاصة التنس.كوم (الإنجليزية)